# Lago Ballivián
El lago Ballivián fue un extenso mar interior que existió hasta el final del pleistoceno. Cubrió lo que ahora es el altiplano andino. Su litoral era cerca de 45 metros más alto que el nivel actual del lago Titicaca. Al ir bajando su nivel, se formaron dos lagos más pequeños: Titicaca, en la frontera Perú / Bolivia, y Minchin, cuyos restos son hoy el lago Poopó y el Salar de Uyuni.
- Datos: Q81293